# Borgosatollo
Borgosatollo (lombardul: Borsadól) település Olaszországban, Lombardia régióban, Brescia megyében. Lakosainak száma 9047 fő (2023. január 1.). Borgosatollo Brescia, Castenedolo, Ghedi, Poncarale, San Zeno Naviglio és Montirone községekkel határos.

## Népesség
A település népességének változása:
| Lakosok száma | 9286 | 9271 | 9047 |
|               | 2017 | 2018 | 2023 |